# Abou Ouattara
Abou Ouattara (Bouaké, 26 december 1999) is een Burkinees voetballer die doorgaans als aanvaller speelt. Hij debuteerde in 2018 in het betaald voetbal in het shirt van KV Mechelen.

## Clubcarrière
Ouattara maakte op 18 februari 2018 zijn debuut in het eerste elftal van KV Mechelen, in de wedstrijd uit tegen AA Gent. Hij viel in de 79ste minuut in voor Clément Tainmont.

## Clubstatistieken
| Seizoen         | Club                | Competitie             | Competitie | Competitie | Beker | Beker | Europa | Europa | Totaal | Totaal |
| Seizoen         | Club                | Competitie             | Wed.       | Dlp.       | Wed.  | Dlp.  | Wed.   | Dlp.   | Wed.   | Dlp.   |
| --------------- | ------------------- | ---------------------- | ---------- | ---------- | ----- | ----- | ------ | ------ | ------ | ------ |
| 2017/18         | KV Mechelen         | Eerste klasse A        | 1          | 0          | 0     | 0     | —      | —      | 1      | 0      |
| 2018/19         | KV Mechelen         | Eerste klasse B        | 0          | 0          | 0     | 0     | —      | —      | 0      | 0      |
| 2018/19         | → Lille OSC II      | Championnat National 2 | 10         | 2          | 0     | 0     | —      | —      | 10     | 2      |
| 2019/20         | Lille OSC II        | Championnat National 2 | 14         | 3          | 0     | 0     | 0      | 0      | 14     | 3      |
| 2019/20         | Lille OSC           | Ligue 1                | 1          | 0          | 0     | 0     | 0      | 0      | 1      | 0      |
| 2019/20         | → Vitória SC        | Primeira Liga          | 10         | 1          | 0     | 0     | 0      | 0      | 10     | 1      |
| 2020/21         | → Vitória SC        | Primeira Liga          | 2          | 0          | 0     | 0     | 0      | 0      | 2      | 0      |
| 2020/21         | → Amiens SC         | Ligue 2                | 11         | 0          | 1     | 0     | —      | —      | 12     | 0      |
| 2021/22         | Valenciennes FC     | Ligue 2                | 15         | 0          | 1     | 0     | —      | —      | 16     | 0      |
| 2022/23         | FC Sheriff Tiraspol | Divizia Națională      | 9          | 2          | 0     | 0     | 11     | 0      | 20     | 2      |
| 2023/24         | FC Sheriff Tiraspol | Divizia Națională      | 0          | 0          | 0     | 0     | 0      | 0      | 0      | 0      |
| 2024/25         | FC Sheriff Tiraspol | Divizia Națională      | 9          | 2          | 0     | 0     | 3      | 0      | 12     | 2      |
| Carrière totaal | Carrière totaal     | Carrière totaal        | 82         | 10         | 2     | 0     | 14     | 0      | 98     | 10     |